# Sonja Nef
Sonja Nef född 19 april 1972 är en schweizisk före detta alpin skidåkare.
Under sin karriär vann Nef totalt 15 världscuptävlingar och tog VM-guld 2001 och brons vid olympiska vinterspelen 2002 i Salt Lake City. Hon var huvudsakligen en utpräglad storslalomåkare och vann också storslalomcupen 2000/01 och 2001/02.

## Meriter
- 1998
  - Storslalomcupen – 4
- 1999
  - Storslalomcupen - 4
- 2000:
  - Totalcupen - 6
  - Storslalomcupen - 2
- 2001:
  - Totalcupen - 4
  - Storslalomcupen – 1
  - Slalomcupen - 2
- 2002:
  - Totalcupen - 3
  - Storslalomcupen – 1
  - Slalomcupen - 4
- 2003:
  - Storslalomcupen – 5